# Austrogymnocnemia pallida
Austrogymnocnemia pallida is een insect uit de familie van de mierenleeuwen (Myrmeleontidae), die tot de orde netvleugeligen (Neuroptera) behoort. 
Austrogymnocnemia pallida is voor het eerst wetenschappelijk beschreven door New in 1985.